# Trapeze (film)
Trapeze is een Amerikaanse film uit 1956 van Carol Reed met in de hoofdrollen Burt Lancaster, Tony Curtis en Gina Lollobrigida.
De film is gebaseerd op de roman The Killing Frost van Max Catto en vertelt het verhaal van een voormalige en kreupele trapeze-artiest die een jongere collega traint om de drievoudige salto mortale uit te voeren.
Het was de eerste Amerikaanse film van Gina Lollobrigida, toen een van de grootste filmsterren van Italië. De film werd geproduceerd door Burt Lancasters filmproductiebedrijf, Hecht-Hill-Lancaster en was de grote droom van voormalig trapezewerker Lancaster, die zijn eigen stunts deed.
De film was een succes in de bioscopen en zou wereldwijd bijna 12 miljoen dollar opbrengen, waarvan meer dan de helft in de VS. Op het filmfestival van Berlijn won Burt Lancaster een Zilveren Beer in de categorie Beste Acteur en Carol Reed een Bronzen Beer in de categorie Beste Regisseur.

## Verhaal
De voormalige trapeze-artiest Mike Ribble woont in Parijs. Hij werkt daar als takelaar van de circustent van Circus Bouglione. Ooit was hij een circusster, de zesde man in de historie van het circus die in staat was de drievoudige salto mortale uit te voeren. Na een noodlottige val waarbij hij zijn been verbrijzelde, hinkt hij nog altijd. Daarbij is hij gaan drinken en het lijkt erop dat hij berust in zijn lot.
Hij wordt echter benaderd door de jonge Amerikaan Tino Orsini. Orsini is ook trapeze-artiest, zoon van een beroemde acrobaat, en zoekt een trainer. Hij wil de drievoudige salto mortale uitvoeren. Ribble is echter niet onder de indruk en houdt de jongen af. Maar Orsini houdt vol en ten slotte besluit Ribble hem te trainen en op te treden als de vanger van het nieuwe trapezeduo. Er volgt een meedogenloze training, waarbij Ribble Orsini waarschuwt dat de act alleen kan slagen als hun bewegingen volkomen synchroon zijn. Intussen wijst circusdirecteur Bouglione net de Italiaanse acrobate Lola en haar groep de deur. Lola heeft echter Orsini en Ribble zien oefenen en vraagt de directeur om nog één kans. Bouglione zegt toe dat als ze wordt geaccepteerd door het nieuwe duo, hij haar een contract zal geven.
Lola probeert Mike te verleiden, maar die houdt succesvol de boot af. Tony Orsini is een makkelijker prooi en Bouglione zegt Mike dat Lola een goede aanvulling voor de act zal zijn. Ribble blijft echter koppig Lola afhouden. Ze krijgen belangstelling van circusmagnaat John Ringling North en Mike en Tony beloven binnen drie weken de drievoudige salto mortale uit te voeren. Ondertussen komt Orsini meer en meer onder de invloed van Lola die woedend is op Mike. Ze stookt Tony op en de twee acrobaten krijgen wrijving. Dan hoort Mike van een oude circusvriendin dat Lola verliefd op hem is en zich daarom zo gedraagt. Wanhopig probeert Mike nu om Lola weg te houden bij Tony en dat lukt.
Langzamerhand verbetert Orsini zijn act. Maar het noodlot slaat toe als Mike ook verliefd wordt op Lola. Bouglione, die bang is dat zijn nieuwe duo de salto niet voor elkaar krijgt, koppelt Tony Orsini aan een nieuwe vanger, Otto. Ook zorgt hij ervoor dat Tony erachter komt dat Lola en Mike een kamer hebben gehuurd in een achteraf hotelletje. Er komt een confrontatie en Tony haalt uit naar Mike. Het duo is uiteen gevallen. Ribble wordt ontslagen door Bouglione en Otto neemt zijn plaats in. Een woedende Mike wil met Tony praten, maar dat mislukt. Wanhopig sluipt hij het circus binnen en neemt Otto's plaats in. Hoewel Tony erg boos is over de verwisseling, voert hij toch succesvol de drievoudige salto mortale uit. Het publiek juicht en John Ringling North komt met een contract. Tony wil nu met Mike doorgaan, maar die weigert. Hij vraagt Otto om zijn plaats in te nemen en verlaat samen met Lola het circus.

## Rolverdeling

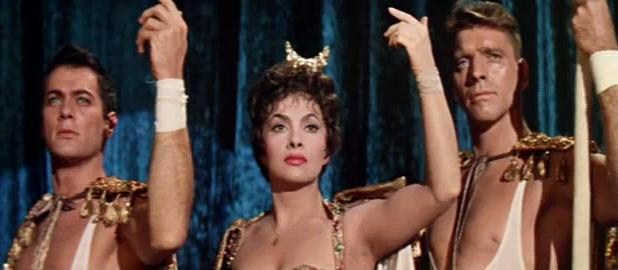
Tony Curtis, Gina Lollobrigida en Burt Lancaster

| Acteur            | Personage     |
| ----------------- | ------------- |
| Burt Lancaster    | Mike Ribble   |
| Tony Curtis       | Tino Orsini   |
| Gina Lollobrigida | Lola          |
| Katy Jurado       | Rosa          |
| Thomas Gomez      | Bouglione     |
| Gabrielle Fontan  | de oude vrouw |

## Achtergrond
De film werd op locatie in Parijs opgenomen in het Cirque d'Hiver (wintercircus) aan de Rue Amelot 110 in Parijs en in Parijs zelf. Ook werd er gewerkt in de nabijgelegen Billancourt-studio's in Parijs. Burt Lancaster, een voormalige trapezemedewerker, deed al zijn stunts zelf. Aanvankelijk deed Eddie Ward het trapezewerk, omdat de studio het te gevaarlijk vond voor Lancaster. Maar Lancaster wist regisseur Reed te overtuigen en nam de stunts over. Eddie Ward, een acrobaat en trapezemedewerker van Ringling Brothers Circus, was ook aangetrokken als technisch consultant. Ward trok stuntvrouw Sally Marlowe aan om de stunts voor Lollobrigida te doen. Marlowe brak echter haar neus tijdens de opnames en werd vervangen door stuntman Willy Krause.
De stuntman die de stunts uitvoerde voor Tony Curtis was Alessandro Nava, een Italiaanse circusartiest en acrobaat. Overigens deed Curtis ook het nodige aan de stunts. In zijn autobiografie 'Tony Curtis: The Autobiography' herinnert Curtis zich dat 'sommige stunts zo gevaarlijk waren dat zelfs de stuntmensen weer stuntmensen nodig hadden'. Ook weet hij nog dat hij een aantal keren echt door de lucht 'vloog' als een acrobaat aan de trapeze. Om te voorkomen dat er te weinig close-ups mogelijk waren, probeerde hij toch in beeld te komen op de trapeze zelf. Er werd hard gewerkt door de acteurs en de technici. Meestal begonnen de opnamen om acht uur in de morgen en gingen zonder lunch door tot laat in de middag. Andere dagen werkt gewerkt vanaf 17.00 uur tot diep in de nacht.
Gina Lollobrigida bleek zich te gedragen als een voorbeeldig actrice, ze was altijd op tijd en werkte hard. Volgens Curtis kon ze het alleen niet laten om met iedereen te flirten. Regisseur Carol Reed was diep onder de indruk van de Italiaanse en Curtis vermoedt dat Lollobrigida hiermee haar beeld in de film veilig stelde, een verliefde regisseur zal zijn actrice altijd perfect in beeld brengen. Overigens was het voor de actrice allemaal spel. Na de opnames vertrok ze, inclusief gezin, weer naar Rome.